# Les Chambres
Les Chambres [le ʃɑ̃bʁ] ist eine Ortschaft und eine ehemalige französische Gemeinde mit zuletzt 137 Einwohnern (Stand 2013) im Département Manche in der Region Normandie. Sie gehörte zum Arrondissement Avranches.
Mit Wirkung vom 1. Januar 2016 wurden die früheren Gemeinden Champcervon und Les Chambres fusioniert und damit eine Commune nouvelle mit dem Namen Le Grippon geschaffen. Beiden Gemeinden wurde in der neuen Gemeinde der Status einer Commune déléguée nicht zuerkannt. Der Verwaltungssitz befindet sich im Ort Champcervon.

## Lage
Les Chambres liegt südlich der Halbinsel Cotentin, 13 Kilometer südöstlich von Granville. Nachbarorte sind La Lucerne-d’Outremer im Norden, La Mouche im Nordosten, Subligny im Südosten, Lolif im Süden, Montviron im Südwesten und Champcervon im Westen. An der südöstlichen Grenze verläuft das Flüsschen Braize.

## Geschichte
Frühere Ortsnamen waren Cambas (1186), de Cambris (1200) und de Cameris (1369/70). 1826 wurde die damalige Gemeinde Le Grippon nach Les Chambres eingemeindet.

### Bevölkerungsentwicklung
| Jahr                       | 1962 | 1968 | 1975 | 1982 | 1990 | 1999 | 2008 | 2013 |
| -------------------------- | ---- | ---- | ---- | ---- | ---- | ---- | ---- | ---- |
| Einwohner                  | 124  | 118  | 97   | 86   | 81   | 92   | 116  | 137  |
| Quellen: Cassini und INSEE |      |      |      |      |      |      |      |      |

## Sehenswürdigkeiten
- Schloss von Les Chambres
- Kirche Saint-Trinité
- Überreste der Kirche Saint-Barthélémy im Dorf Le Grippon

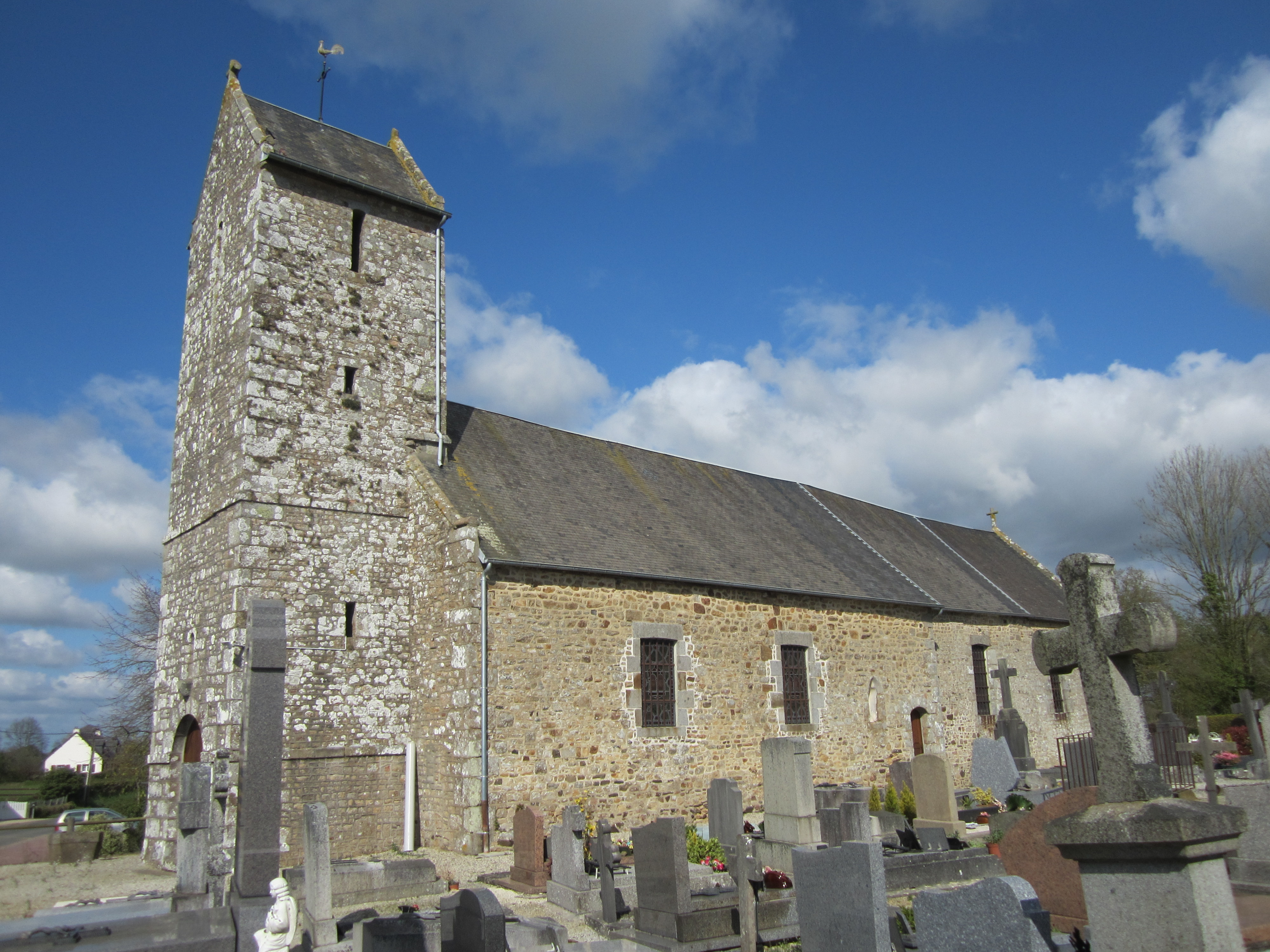
Kirche Saint-Trinité
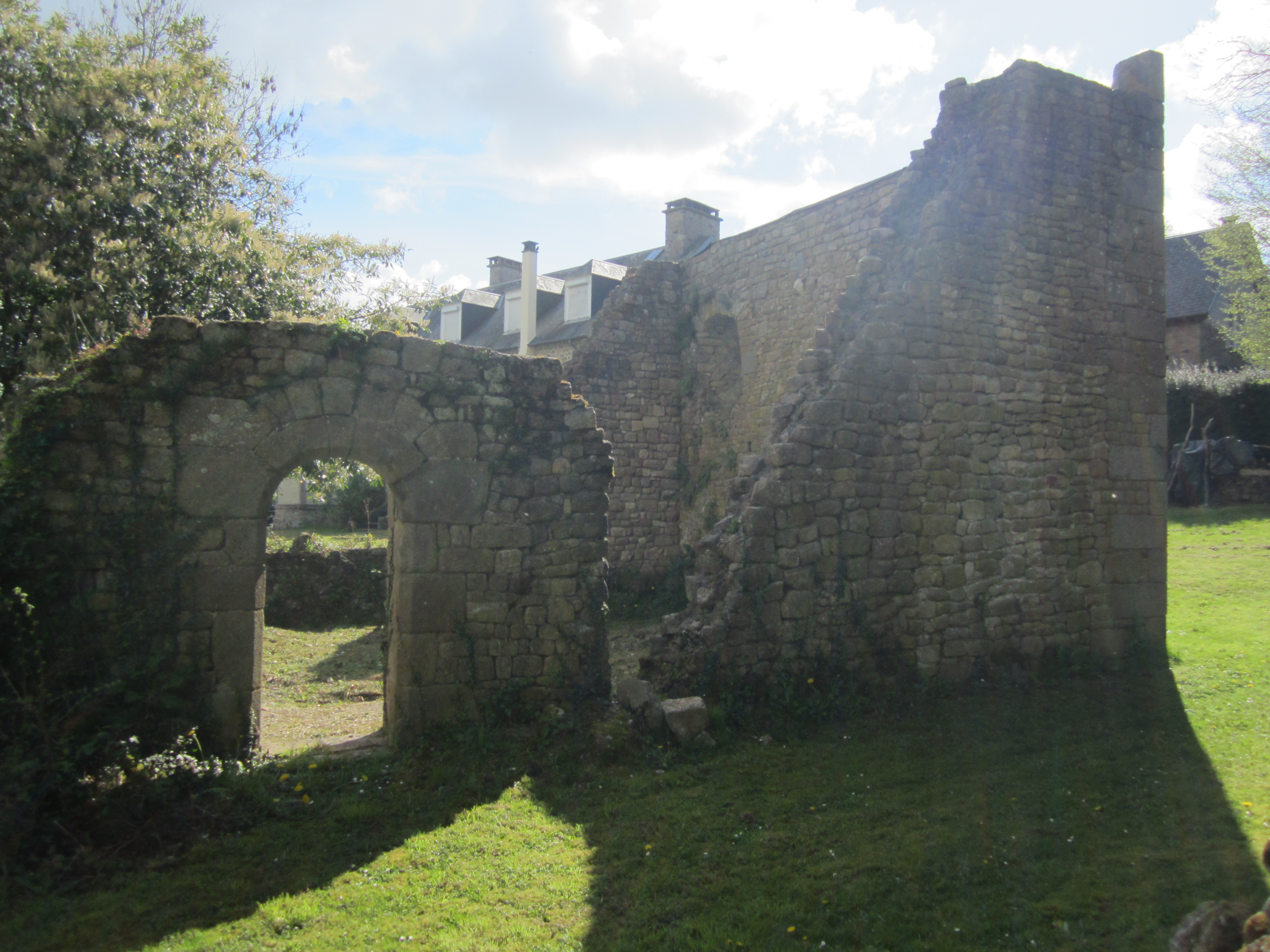
Reste der Kirche Saint-Barthélemy

## Belege
1. ↑  Erlass der Präfektur Arrêté No. 2015-208 über die Bildung der Commune nouvelle Le Grippon vom 4. Dezember 2015.